# Drangedal
Drangedal is een gemeente en skigebied in de Noorse provincie Telemark. De gemeente telde 4148 inwoners in januari 2017.
De gemeente heeft twee stations  aan Sørlandsbanen: Station Drangedal en Station Neslandsvatn.

## Plaatsen in de gemeente

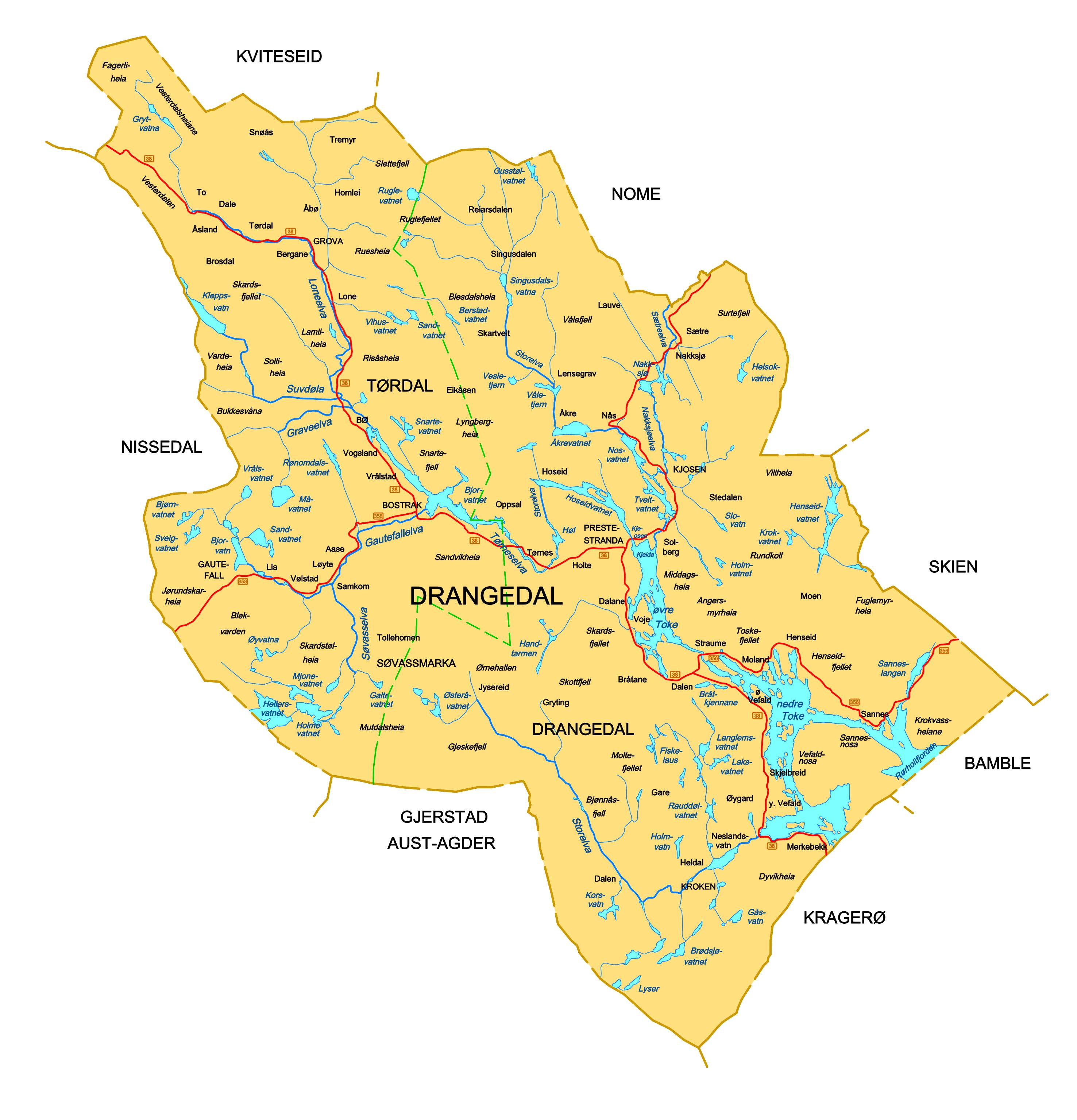

- Bø
- Bostrak
- Gautefall
- Neslandsvatn
- Preststranda

Bamble · Drangedal · Fyresdal · Hjartdal · Kragerø · Kviteseid · Midt-Telemark · Nissedal · Nome · Notodden · Porsgrunn · Seljord · Siljan · Skien · Tinn · Tokke · Vinje